# Holoregmia viscida
Holoregmia viscida ist die einzige Art der monotypischen Pflanzengattung Holoregmia innerhalb der Familie Gemsenhorngewächse (Martyniaceae). Dieser Endemit kommt nur im brasilianischen Bundesstaat Bahia vor.

## Beschreibung

### Erscheinungsbild
Holoregmia viscida wächst als Strauch und erreicht Wuchshöhen von bis zu 3 Metern. Die aufrechten Sprossachsen weisen Durchmesser von bis zu 5 Zentimetern auf und sind in der Jugend grün und fleischig, mit zunehmendem Alter werden sie hellbraun und verholzen. Alle oberirdischen Pflanzenteile sind dicht behaart und drüsig-klebrig.

### Blatt
Die meist gegenständig angeordneten Laubblätter sind in Blattstiel und Blattspreite gegliedert. Der Blattstiel ist mehr oder weniger, aber eher lang. Die Blattspreite ist bei einer Länge von bis zu 20 Zentimetern herzförmig bis dreieckig oder pfeilförmig mit herzförmiger Spreitenbasis und spitz zulaufenden oberen Ende. Die Blattränder sind mehr oder weniger gelappt und gezähnt. Die Blattoberfläche ist dunkelgrün und weist eine eingeprägte Nervatur auf, die Blattunterseite ist blasser mit hervortretender Nervatur. Die Blattober- und Blattunterseite ist dicht drüsig-behaart. Nebenblätter fehlen.

### Blütenstand und Blüte
Der bis 70 Zentimeter lange Blütenstand enthält zahlreiche Blüten und überragt die Laubblätter. Die Blütezeit reicht von Oktober bis April des Folgejahres. Die früh abfallenden Deckblätter sind bei einer Länge von bis zu 25 Millimetern linealisch-lanzettlich. Die Vorblätter sind schmal-lanzettlich und verbleiben bis zur Fruchtreife. Die Blütenstiele sind während der Anthese bis 1,5 Zentimeter lang und verlängern sich bis zur Fruchtreife auf bis zu 2 Zentimeter.
Die zwittrigen Blüten sind bei einer Länge von 4 bis 6 Zentimetern zygomorph und fünfzählig mit doppelter Blütenhülle. Die fünf drüsig behaarten Kelchblätter sind spatha-ähnlich verwachsen, sie bilden eine aufgeblähte Urne, welche sich zur Fruchtreife vollkommen schließt, die einzelnen Lappen sind spitzig und gleich lang. Die fünf drüsig behaarten Kronblätter sind trichter- bis glockenförmige verwachsen. Die blassgelbe bis blassgrüne Blütenkrone ist bis zu 5 Zentimeter lang sowie bis 2 Zentimeter breit und zweilippig. Der eingeschnürte Teil der Kronröhre liegt in den Kelchblättern. Der Schlund der Kronröhre weist violette bis kastanienrote Punkte, oder auch zu Linien verschmolzene Saftmale auf. Die Außenseite der Kronröhre und die Kronlappen sind weniger, schwächer gefleckt. Die Blüten besitzen nur vier leicht abwärts gerichtete, fertile Staubblätter und ein Staminodium. Die Staubfäden sind 2,5 bis 2,8 Zentimeter lang. Die Staubbeutel sind bis 8 Millimeter lang. Unter dem Fruchtknoten befindet sich eine fleischige Nektarscheibe. Der relativ kleine, oberständige, zweikammerige Fruchtknoten enthält vier Samenanlagen. Der fadenförmige Griffel endet in einer zweilappigen Narbe.

### Frucht und Samen
Früchte werden von Januar bis August gebildet. Die haarig-klebrige, grüne und fleischige Kapselfrucht ist bei einer Länge von bis zu 4 Zentimetern sowie einem Durchmesser von bis zu 2,3 Zentimetern eiförmig-elliptisch. Das Perikarp ist abfallend. Das holzige, sehr harte Endokarp ist in sich geschlossen, skulptiert, mit reduziertem oder unauffälligem, adaxialem Kamm. Die bei Reife dunkelbraune Kapselfrucht ist mit einem sehr kurzen Schnabel oder zwei sehr kleinen Hörnern ausgebildet. Jede Kapselfrucht enthält zwei bis vier Samen, die in ihr verbleiben. Die Samen sind bei einer Länge von bis zu 2 Zentimetern länglich.

## Ökologie
Die Kapselfrüchte werden nicht wie bei den anderen Gemsenhorngewächsen als Trampelkletten ausgebreitet, weil keine entsprechenden Hörner an der Kapselfrucht ausgebildet werden. Holoregmia viscida zieht sich während starker Trockenperioden ins Holz zurück und treibt mit den ersten Regenfällen wieder aus.

## Vorkommen
Holoregmia viscida wächst ausschließlich im Bundesstaat Bahia in Ost-Brasilien. Natürliche Standorte finden sich in der Region Caatinga nahe den Flüssen Rio de Contas und Rio Paragauçu, die dem Chapada-Diamantina-Massiv entspringen. Die Habitate umfassen vor allem die Gebiete Depressão Sertaneja Meridional, Depressão Sertaneja und Chapada Diamantina. Die Pflanze wächst in Gebieten, die durch stark wechselnde Vegetationsperioden mit extremen Sommern und Wintern geprägt sind.

## Systematik
Erste Herbariumsstücke wurden von Maximilian zu Wied-Neuwied während seiner Expeditionen nach Brasilien in den Jahren 1815 bis 1817 gesammelt. Der Prinz entdeckte die Pflanzen im Tal des Rio de Contas (im Bundesstaat Bahia gelegen) an dessen Flussufern. Mit der Erstbeschreibung der Art Holoregmia viscida wurde 1821 vom deutschen Botaniker Christian Gottfried Daniel Nees von Esenbeck (1776–1858) die Gattung Holoregmia  in Flora, Band 4, Seite 300 aufgestellt. Nach ihrer Entdeckung und Erstbeschreibung blieb diese Pflanzenart verschollen, bis sie erst 2003 wiederentdeckt wurde. Grund hierfür war unter anderem die Unzugänglichkeit und Abgeschiedenheit der Naturstandorte und die nur spärliche Anzahl brauchbarer Herbar-Exemplare. Bis ins späte 19. Jahrhundert wurde Holoregmia als ein Synonym für die Gattung Craniolaria verwendet. Eine Überarbeitung der Gemsenhorngewächse durch Glen Parker van Eseltine im Jahr 1929 übergeht die Gattung völlig, ist aber wohl auf besagte mangelnde Verfügbarkeit an Herbar-Exemplaren zurückzuführen. Erst durch Untersuchungen neuer Pflanzenproben durch Raymond Mervyn Harley und Francisco de Assis Ribeiro dos Santos im Jahr 2003 konnte die botanische Einordnung als Holoregmia viscida bestätigt werden.
In der Gattung Holoregmia Nees existiert nur diese eine Art:
- Holoregmia viscida Nees (Syn.: Craniolaria unibracteata Nees & Mart., Proboscidea unibracteata (Nees & Mart.) Decne.; Martynia spathacea Spreng.)[1]